# Constancio Farfán (Morelos)
Constancio Farfán es una localidad del estado mexicano de Morelos. Es parte del municipio de Ayala.

## Toponimia
El nombre de la localidad rinde homenaje a Constancio Farfán, militar partícipe de la Revolución mexicana, oriundo de la vecina localidad de Tenextepango.

## Demografía
| Gráfica de evolución demográfica |
|                                  |

| Censo | Población |
| ----- | --------- |
| 1990  | 843       |
| 2000  | 1563      |
| 2010  | 1958      |
| 2020  | 2148      |